# Ким Шелстрьом
Ким Шѐлстрьом (на шведски: Kim Källström, произнася се kɪm 'ɕɛlˌstrœm) е шведски футболист, полузащитник на Спартак Москва и шведския национален отбор. Професионалната му кариера започва през 1999 г. в шведския БК Хекен. От 2002 г. играе в шведския Юргорден ИФ. От 2003 г. играе във френския ФК Стад Рене. От 2006 е играч на френския Олимпик Лион, за който изиграва над 200 мача. През 2001 г. дебютира в националния отбор на Швеция, участвайки на 3 европейски и 1 световно първенство.